# Vespaiola

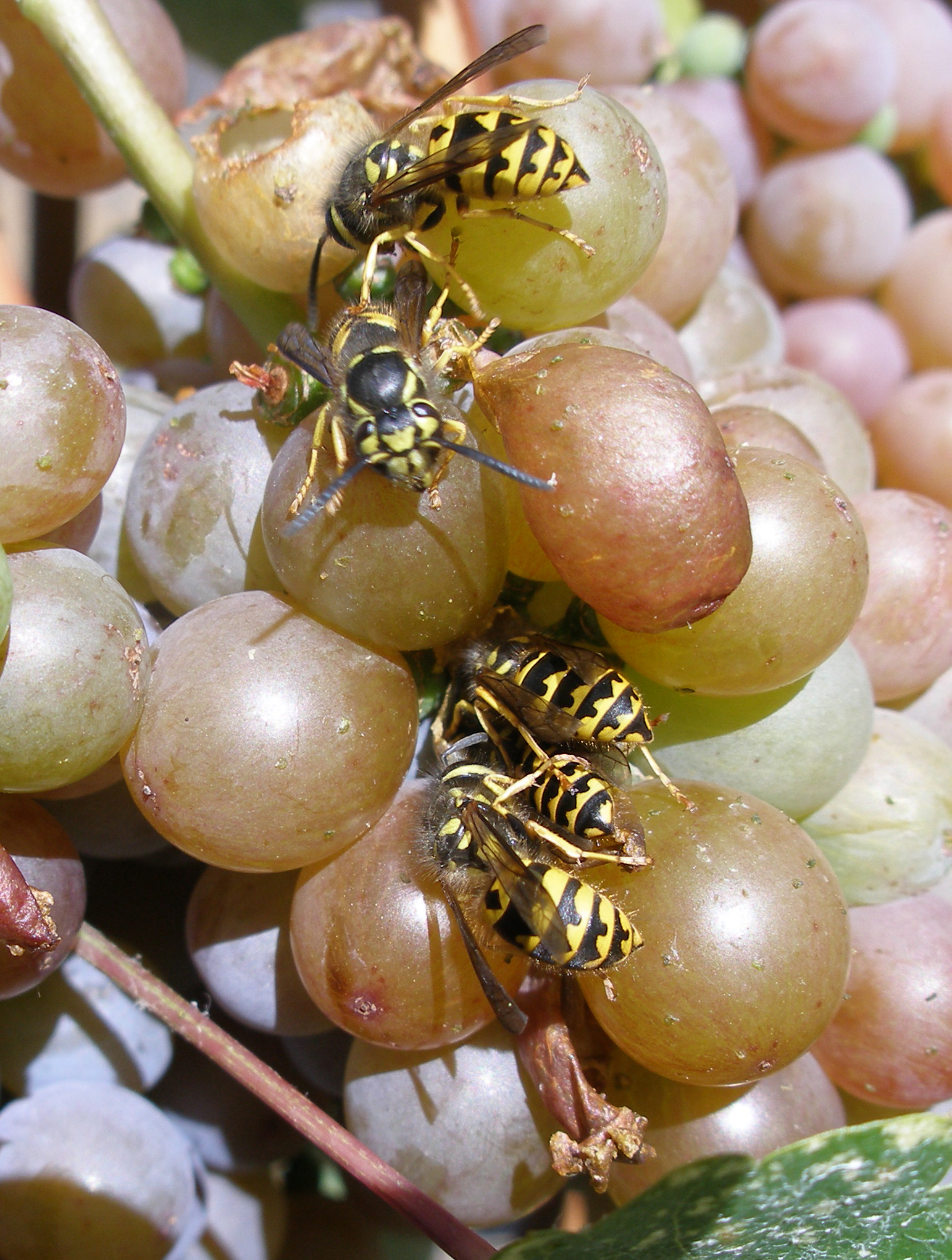
Die sehr süßen Vespaiola-Beeren locken viele Wespen an

Vespaiola oder Vespaiolo ist eine Weißweinsorte, die in der italienischen Provinz Vicenza innerhalb der Region Venetien kultiviert wird. Dort wird sie mehrheitlich in den  Weinen der Denominazione di origine controllata Breganze verwendet. Der Name leitet sich von der Tatsache ab, dass ihre süßen Trauben die Wespen anlocken. Die bestockte Fläche beträgt in Italien ca. 432 Hektar.
Die spätreifende Sorte ergibt leicht duftige, goldgelbe Weine mit einem mittleren Alkoholgehalt und leichten Tanninen. In der Regel werden die Weine mit anderen Rebsorten verschnitten. Das Weinhaus Maculan bereitet den süßen Torcolato aus dieser Sorte.
In der Region Venetien wird ein weißer Breganze Vespaiolo erzeugt.

## Synonyme
Bresparola, Bresparola bianca, Orisi bianca, Uva vespera, Vespaia, Vespaiolo, Vespajola, Vespajuola di Bassano, Vesparola und Vespera.
Siehe auch den Artikel Weinbau in Italien und die Liste von Rebsorten.

## Einzelnachweis
1. ↑  Vespaiola in der Datenbank Vitis International Variety Catalogue des Instituts für Rebenzüchtung Geilweilerhof (englisch), April 2020